# 南レバノン軍
南レバノン軍（South Lebanon Army　又は　South Lebanese Army）は、レバノン南部に存在した民兵組織である。略称はSLA。

## 概要
1970年代後半、内戦状態のレバノンで、当時レバノン政府軍の将校としてレバノン南部に赴任したサアド・ハッダード少佐が組織した民兵組織が前身である。キリスト教徒であったサアド・ハッダード少佐は、レバノンがシリア軍やPLOに侵食される事を良しとせず、民兵組織を立ち上げ敵対勢力と戦っていた。1978年にイスラエル国防軍がPLOの支配地域であるファタハ・ランドを攻撃するためレバノン南部に侵攻した際（リタニ作戦）、ハッダート少佐の組織と協力し、その後ろ盾となって、1979年、ハッダート少佐をリーダーとする自由レバノン軍（Army of Free Lebanon – 略称はAFL）が組織された。自由レバノン軍にはイスラエルから余剰兵器などが供与され、イスラエル国防軍やキリスト教マロン派の民兵組織であるレバノン軍団（LF）と協力しながらPLOやシリア勢力との戦いを続け、1982年のガリラヤの平和作戦時にもイスラエル軍と共闘し、PLOをレバノン南部から放逐する事に成功するが、1984年にハッダート少佐が病死した。イスラエル軍は自由レバノン軍の新たな指導者としてアントワーヌ・ラハド准将を送り込み、自由レバノン軍は、南レバノン軍に改名した。
南レバノン軍はその後もレバノン南部で活動を続けていたが、ガリラヤの平和作戦以後、PLOに変わって、イランのホメイニ師がレバノンに派遣したイラン革命防衛隊により訓練を受けたヒズボラが勢力を伸ばしており、戦局は彼らにとって決して有利では無かった。2000年に、イスラエルのエフード・バラック首相の政策によってイスラエル軍がレバノン南部から撤退すると、もはや南レバノン軍のみで戦線を維持する事は困難になり、南レバノン軍は解散状態となり、ラハド准将はイスラエルに亡命し、構成員も散り散りになってしまった。ヒズボラや政府軍に投降した者も多かったが、一部の構成員はラハド准将と共にイスラエルに渡り、モサドの指揮下で非正規戦に従事したとも言われる。

## 装備
南レバノン軍は、自由レバノン軍時代はレバノン国軍の装備を流用し、後にイスラエル国防軍から支援（余剰兵器の供与）を受けた。それ以外に敵対勢力からも鹵獲を行っており、結果として西側と東側の武器を併用していた。
南レバノン軍によって運用された軍用車両や戦車の中には、独特の青い塗装が施されたものも見られる。

### 装備品の例
小火器 - UZI、ガリル、AK-47、H&K G3、FN FAL、M16自動小銃、FN MAG、RPD軽機関銃、PKT
対戦車兵器 - RPG-7、M72 LAW、BGM-71 TOW、9M14、B-300対戦車ミサイル
火砲 - BM-21、M-46 130mmカノン砲、ソルタムM66 160mm迫撃砲
車両 - M325、M151、ハンヴィー
装甲車両 - M3ハーフトラック、M113装甲兵員輸送車、ZSU-23-4、BTR-60、BTR-50、BTR-152
戦車 - スーパーシャーマン（M50 Mk.II）、T-55（イスラエルにより改修されたチランも含む）、M48パットン、FV4101 チャリオティア、AMX-13
航空機 - セスナ 206、SA 341ヘリコプター。
軍服や携行品などもイスラエル製のものが多く、OR-201ヘルメットやタディラン社製無線機を使用していた。

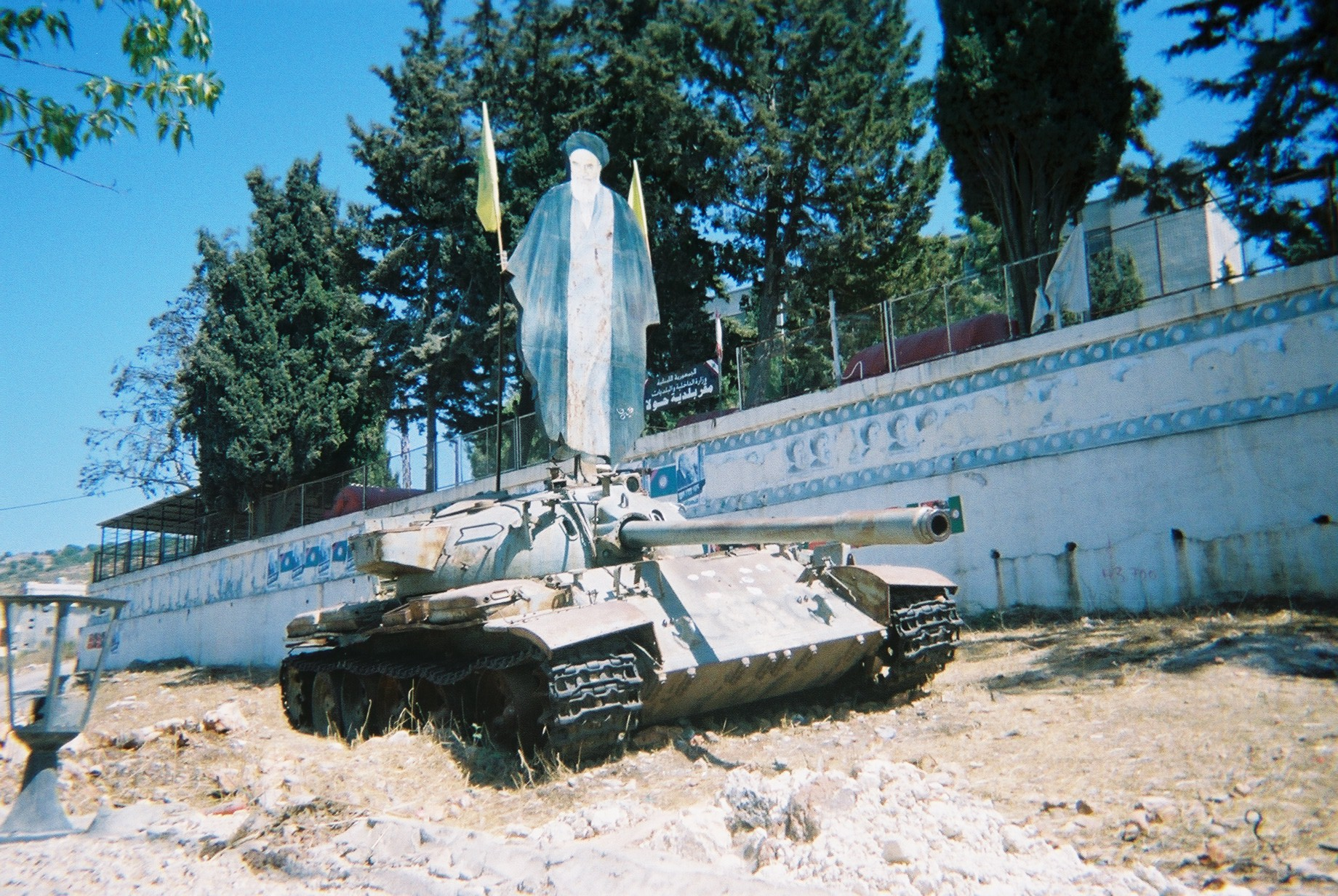
レバノン南部で放棄されたSLAのチラン5。車体上にはSLAの敵対勢力ヒズボラの精神的リーダーであるホメイニ師の木製肖像が掲げられている。
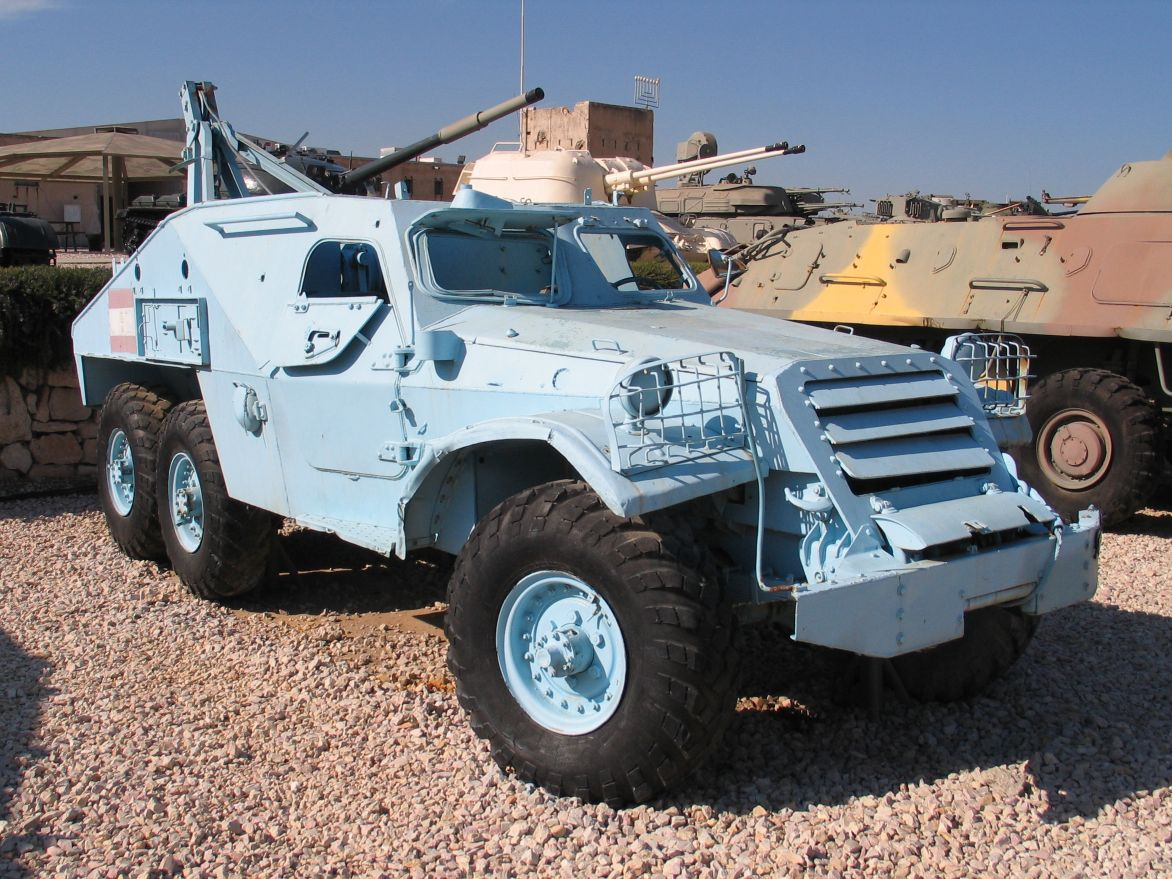
ソ連製のBTR-152を改修した装甲回収車。イスラエルで改造されたもので、ラトルン戦車博物館に展示されている。
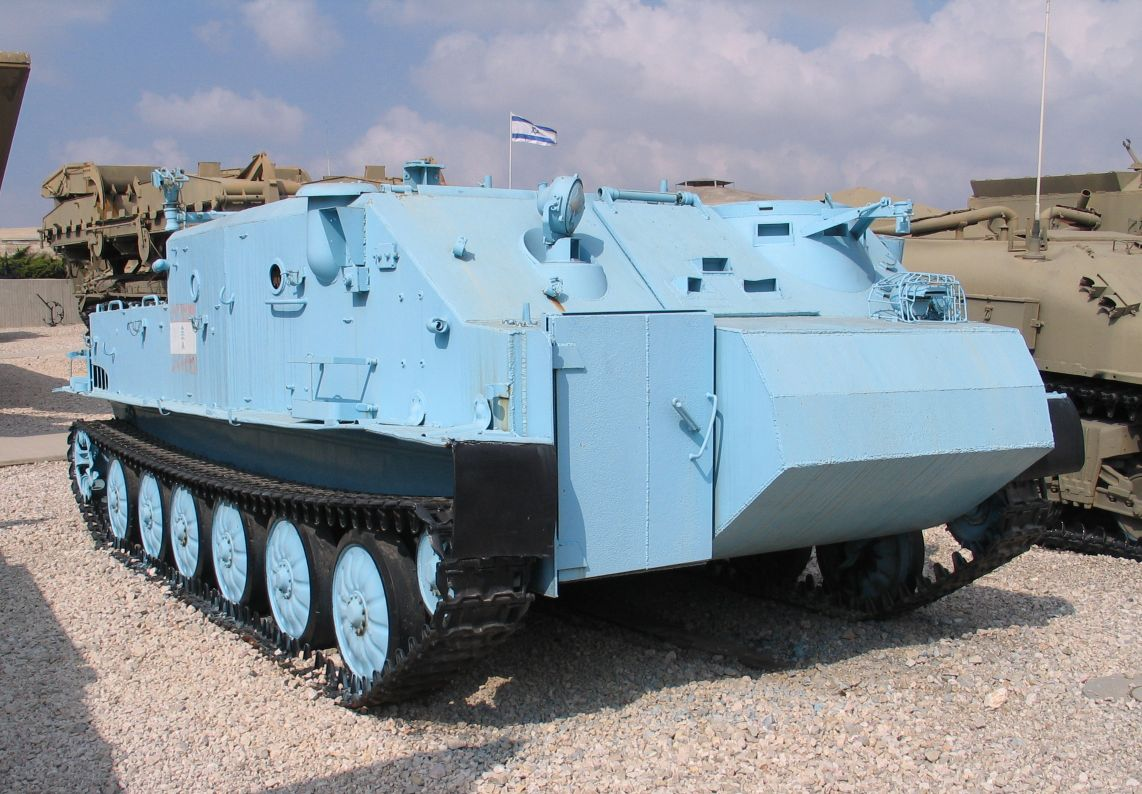
ソ連製のBTR-50をベースに装甲救急車に改造された車両。イスラエル、ラトルン戦車博物館。
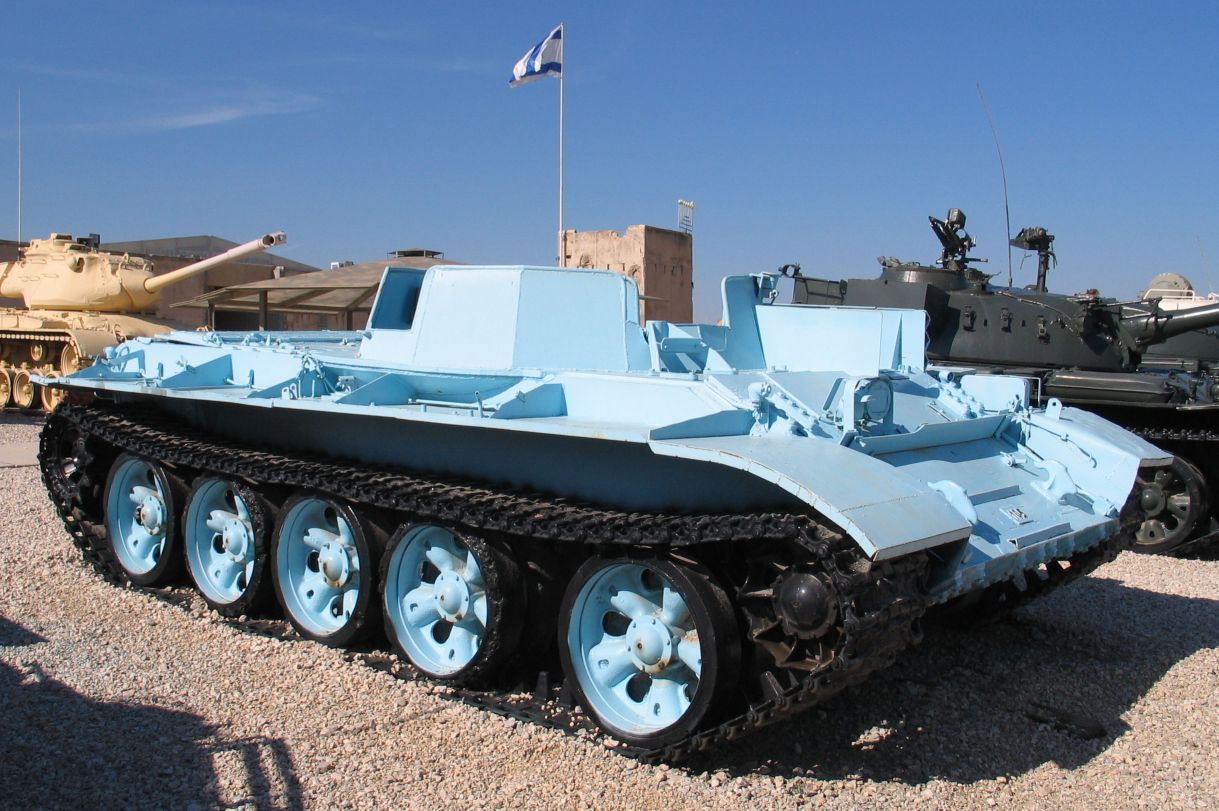
ソ連製のT-54/T-55、あるいはチランの砲塔を撤去し、装甲兵員輸送車に改造された車両。